# 66-та армія (СРСР)
Шістдеся́т шо́ста а́рмія (66 А) — загальновійськова армія у складі Збройних сил СРСР під час Німецько-радянської війни з 27 серпня 1942 по 5 травня 1943. 5 травня 1943 66-та армія перетворена на 5-ту гвардійську армію у складі Степового військового округу.

## Командування
- Командувачі:
  - генерал-лейтенант Курдюмов В. М. (серпень 1942);
  - генерал-лейтенант Калінін С. А. (серпень 1942);
  - генерал-лейтенант Малиновський Р. Я. (серпень — жовтень 1942);
  - генерал-майор, з січня 1943 генерал-лейтенант Жадов О. С. (жовтень 1942 — квітень 1943).